# Stadion Akademik w Swisztowie
Stadion Akademik – wielofunkcyjny stadion w Swisztowie, w Bułgarii. Obiekt może pomieścić 13 500 widzów. Swoje spotkania rozgrywają na nim piłkarze klubu Akademik Swisztow.